# Vida Gerbec
Vida Gerbec, slovenska telovadka in zdravnica, * 12. julij 1925, Trst, † 22. november 2010, Kubed.
Vida Gerbec je za Jugoslavijo nastopila na Poletnih olimpijskih igrah 1948 v Londonu, kjer je na ekipni tekmi osvojila sedmo mesto.